# Fremont (Misuri)
Fremont es un lugar designado por el censo ubicado en el condado de Carter en el estado estadounidense de Misuri. En el Censo de 2010 tenía una población de 129 habitantes y una densidad poblacional de 256,74 personas por km².

## Geografía
Fremont se encuentra ubicado en las coordenadas 36°57′8″N 91°9′44″O / 36.95222, -91.16222. Según la Oficina del Censo de los Estados Unidos, Fremont tiene una superficie total de 0.5 km², de la cual 0.5 km² corresponden a tierra firme y (0%) 0 km² es agua.

## Demografía
Según el censo de 2010, había 129 personas residiendo en Fremont. La densidad de población era de 256,74 hab./km². De los 129 habitantes, Fremont estaba compuesto por el 96.12% blancos, el 0% eran afroamericanos, el 3.88% eran amerindios, el 0% eran asiáticos, el 0% eran isleños del Pacífico, el 0% eran de otras razas y el 0% pertenecían a dos o más razas. Del total de la población el 1.55% eran hispanos o latinos de cualquier raza.